# Памфил (Лясковский)
Еписко́п Памфи́л (в миру Пётр Александрович Лясковский; 5 (17) октября 1883, село Арестов, Ровенский уезд, Волынская губерния — 10 (23) января 1936, Краснодар) — епископ Русской православной церкви, епископ Краснодарский и Кубанский.

## Биография
Родился 5 октября 1883 года в село Арестове (ныне Орестов) Ровенского уезда Волынской губернии в семье священника Александра Лясковского. В родословной будущего епископа Памфила просматриваются семь священнических ветвей: Лясковские, Теодоровичи, Абрамовичи — по отцовской линии; Панкевичи, Диминские, Петровские, Удановичи — по материнской. Был четвёртым ребёнком в семье. Братья Петра — Павел и Никон — стали священниками.

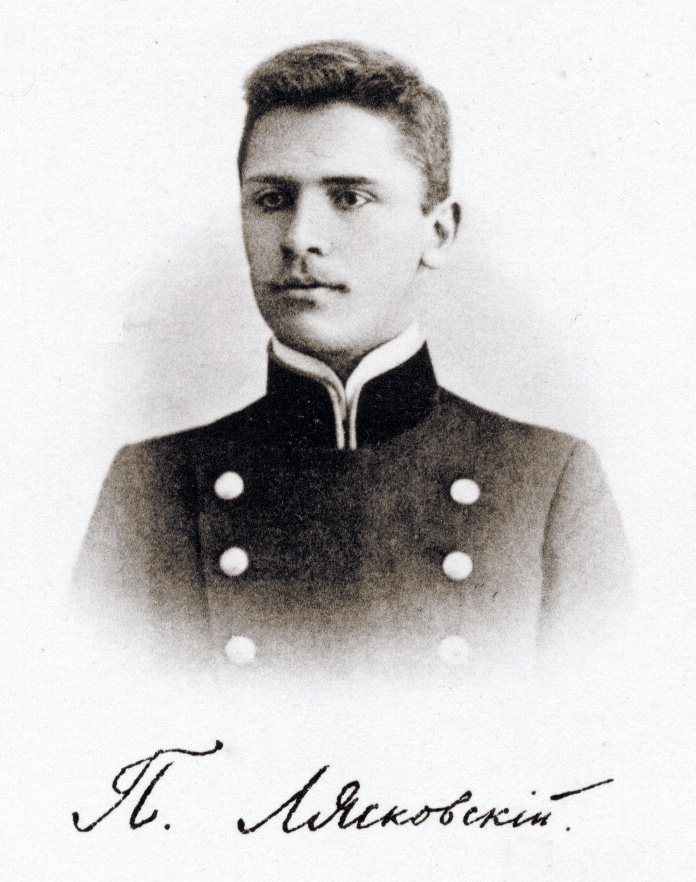

В 1897 году Пётр окончил Клеванское духовное училище, а в 1903 году — Волынскую духовную семинарию по первому разряду и в том же году поступил Московскую духовную академию. которую окончил в 1907 году со степенью кандидата богословия за сочинение «Учение о Церкви в сочинениях первых расколоучителей». В рецензии на неё Ильи Громогласова говорилось: «В рассматриваемом сочинении довольно заметно выступает на вид один формальный недостаток — неравномерность частей, на которые распадается исследование… Не считая уместным подавать запоздалые советы, спешим заявить, что, во-первых, указанный недостаток не так уж важен сам по себе, и во-вторых, он едва ли не единственный в рассматриваемом сочинении. Во всех остальных отношениях это превосходная работа, о которой можно и должно отозваться с самой решительной похвалою. Внимательное изучение основных первоисточников и литературы, определённость научных взглядов, зрелость суждений, ясность мысли и почти безукоризненная выработанность стиля дают право приветствовать в лице г-на Лясковского человека вполне подготовленного к серьёзной ученой работе, по крайней мере в области избранной им специальности».
С 1 ноября 1907 года преподаватель Волынского женского училища, с 16 сентября 1910 года — преподаватель Житомирского духовного училища. Преподавал географию, историю, греческий язык.
24 мая 1911 года в Успенском соборе Почаевской Лавры архиепископом Волынским и Житомирским Антонием (Храповицким) был пострижен в монашество с именем Памфил в честь мученика Памфила Оливрийского. 30 мая 1911 года рукоположён в иеромонаха.
Вскоре архиепископ Антоний (Храповицкий) послал ходатайство в Святейший Синод о поставлении иеромонаха Памфила в учители Волынской семинарии. 7 июня 1911 года иеромонах Памфил стал преподавателем гомилетики, литургики и практического руководства в Волынской духовной семинарии.
В «Волынских епархиальных ведомостях» сохранилась замечательная статья о паломничестве семинаристов во главе с иеромонахом Памфилом в Тригорский мужской монастырь в окрестностях Житомира.
10 декабря 1912 года иеромонах Памфил был возведен в сан архимандрита и назначен ректором Полтавской духовной семинарии.
10 июня 1913 года состоялся первый в его ректорском служении выпуск семинаристов. Отец Памфил отслужил молебен и сказал простые и душевные напутственные слова выпускникам.
По долгу службы архимандрит Памфил также исполнял обязанности постоянного члена Полтавского епархиального училищного совета и состоял непременным членом Иверского попечительства при Свято-Троицкой церкви Полтавской духовной семинарии, которое находилось под покровительством Преосвященнейшего Феофана, епископа Полтавского и Переяславского.
Последние годы его служения в Полтавской духовной семинарии пришлись на конец 1917 — начало 1918 годов. Где находился архимандрит Памфил с 1918 по 1921 год — неизвестно.
26 декабря 1921 года хиротонисан в епископа Стародубского, викария Черниговской епархии. На 1922 год проживал тогда в Стародубе.
В 1923 году в самый разгар обновленческого движения был отправлен в ссылку в Яранск Вятской губернии. Мотивировка неизвестна.
Сохранил верность Заместителю Патриаршего Местоблюстителя митрополиту Сергию (Страгородскому) после изданию им «Декларации» о лояльности к советской власти.
С 6 марта 1928 года — епископ Богучарский, викарий Воронежской епархии.
В мае того же года в связи с образованием Россошанского округа в составе Центральночернозёмной области, назначен епископом Россошанским, викарием Воронежской епархии.
С 13 августа 1930 года — епископ Уральский.
С 17 августа 1931 года — епископ Чебоксарский.
С 2 октября 1932 года — епископ Богородский, викарий Московской епархии.
С 20 октября 1932 года — епископ Подольский, викарий Московской епархии.
23 ноября 1932 года назначен управляющим Курской епархией.
С 11 августа 1933 года — епископ Краснодарский и Кубанский.
Местные власти долго отказывали в установленной регистрации в Городском Совете, без которой священнослужителям не разрешалось служить в храмах. Он обычно находился не облачённым в алтаре и, выходя за всенощной, прикладывался к Евангелию, безмолвно благословлял народ и опять удалялся в алтарь. Наконец, спустя несколько месяцев, ему было разрешено служить.
По воспоминаниям современницы владыки Памфила матушки Марии Голощаповой, «внешне владыка Памфил был высок, довольно крепок, лицо строгое, монашеское, борода и волосы длинные, правильные черты. Бледный, молчаливый. В обращении был прост и ласков, но строг в службе. Перед ним на аналойчике всегда лежали „Службы дня“. На службу и со службы ходил пешком, в клобуке, в рясе, с посохом». По её же воспоминаниям часто дети швыряли в него по пути в храм и из храма камни и гнилые фрукты, поэтому прихожане сопровождали своего пастыря.
10 января 1936 года был найден подвешенным на дереве в саду дома, где он жил последнее время. В кармане епископа Памфила нашли записку: «В моей смерти прошу никого не винить», но все документы владыки бесследно исчезли, чтобы невозможно было сличить почерк. По официальной версии это было самоубийство, но в народе этому не верили. Был отпет как простой монах. Приехавший на ему смену епископ Софроний (Арефьев), узнав, что его поминают, как простого монаха, собрал все материалы и поехал в Москву и добился чтобы епископа Памфила стали поминать как епископа.
В 2010 году над могилой епископа Памфила (Лясковского) была возведена часовня, а рядом построена колокольня.